# Грущенко, Иван Павлович
Иван Павлович Грущенко (6 июня 1928, село Марьяновка, теперь Гайсинского района Винницкой области — 25 июля 2018 , город Киев) — украинский советский партийный деятель, ректор Винницкого государственного педагогического института имени Николая Островского, ректор Высшей партийной школы при ЦК КПУ. Депутат Верховного Совета УССР 10-11-го созывов. Член ЦК КПУ в 1981—1990 г. Доктор экономических наук, профессор.

## Биография
Родился в крестьянской семье. Учился на юридическом факультете Львовского государственного университета имени Ивана Франко, секретарь комитета ЛКСМУ Львовского государственного университета имени Ивана Франко.
Член ВКП (б) с 1948 года.
В 1952—1953 годах — 1-й секретарь Львовского городского комитета ЛКСМУ.
В 1953—1955 годах — в аппарате ЦК ЛКСМУ.
В 1955—1957 годах — заведующий отделом пропаганды и агитации Винницкого городского комитета КПУ. В 1957—1961 годах — заведующий отделом пропаганды и агитации Винницкого областного комитета КПУ.
В 1964—1969 годах — проректор Винницкого государственного педагогического университета имени Николая Островского.
В 1969—1976 годах — ректор Винницкого государственного педагогического университета имени Николая Островского.
В 1976—1979 годах — секретарь Винницкого областного комитета КПУ.
В 1979—1990 годах — ректор Высшей партийной школы при ЦК КПУ.
Делегат XXVI и XXVII съездов КПСС.
Потом — на пенсии в городе Киеве. Был помощником на общественных началах у народного депутата Украины 4-го созыва от КПУ Станислава Ивановича Гуренко.

## Награды
- орден Октябрьской Революции
- орден Трудового Красного Знамени
- орден «Знак Почета»
- орден Дружбы народов
- медали